# Катав-Ивановский район
Ката́в-Ива́новский райо́н — административно-территориальная единица (район) и одноимённое муниципальное образование (муниципальный район) в Челябинской области России.
Официальное название административной единицы: город Катав-Ивановск и Катав-Ивановский район.
Официальное название муниципального образования: Катав-Ивановский муниципальный район.
Административный центр — город Катав-Ивановск.

## География
Площадь 3278 км². Сельскохозяйственные угодья составляют 28,3 тысяч га.

## История
Образован 4 ноября 1926 года.
История неразрывно связана с деятельностью симбирских купцов Ивана Твердышева и Ивана Мясникова. 25 сентября 1754 года Твердышев подал в Берг-коллегию прошение о строительстве железоделательного завода. 23 мая 1755 года было позволено возводить заводское строение на берегу реки Катав. Это число считается датой основания Катав-Ивановска.
В первые годы своего существования по качеству продукции и производительности завод был ведущим предприятием в стране, превосходя шведское и английское доменные производствв. В 80-е годы XIX века на Катав-Ивановском заводе открылось рельсовое производство, на котором впервые был применён бессемеровский способ изготовления стали.
На территории района в 1881 году была проложена одна из первых телефонных линий в России, связавшая заводские посёлки Катав-Ивановский, Усть-Катавский и Юрюзань-Ивановский.
В 1890 году закончено строительство Самаро-Златоустовской железной дороги, которая была проложена вблизи катавских заводов.
В 1914 году на базе богатых залежей мергеля было создано одно из первых на Урале цементное производство. На катав-ивановском цементе были  построены  гиганты  индустрии первых пятилеток, в том числе Кузнецкий и Магнитогорский  металлургические  комбинаты.
В годы Великой Отечественной войны предприятия района получили развитие в связи с эвакуацией в город Юрюзань Тульского оружейного завода (ныне ПАО «Юрюзанский механический завод»), в Катав-Ивановск Ленинградского завода штурманских приборов (сейчас АО «Катав-Ивановский приборостроительный завод»).
В 1967 году введён в действие новый цементный завод. Сегодня это АО «Катавский цемент», входящий в холдинг «Евроцемент груп».

## Население
| 1989    | 2002    | 2005    | 2006    | 2007    | 2008    | 2009    |
| ------- | ------- | ------- | ------- | ------- | ------- | ------- |
| 48 821  | ↘38 112 | ↘36 463 | ↘35 546 | ↘34 811 | ↘34 327 | ↗34 983 |
| 2010    | 2011    | 2012    | 2013    | 2014    | 2015    | 2016    |
| ↘33 111 | ↘33 027 | ↘32 627 | ↘32 115 | ↘31 586 | ↘31 296 | ↘30 805 |
| 2017    | 2018    | 2019    | 2020    | 2021    | 2023    |         |
| ↘30 282 | ↘29 772 | ↘29 310 | ↘28 815 | ↘27 027 | ↘26 591 |         |

### Урбанизация
В городских условиях (города Катав-Ивановск и Юрюзань) проживают  92,45 % населения района.

#### Национальный состав
Русские (86,6%), татары (5,3%), башкиры (4,9%).

## Территориальное устройство
Катав-Ивановский район как административно-территориальная единица делится на 7 сельсоветов и 1 город областного значения, 1 город районного значения с подчинёнными им населёнными пунктами. Катав-Ивановский муниципальный район, в рамках организации местного самоуправления, включает 7 муниципальных образований, в том числе 7 сельских поселений и 2 городских поселения:
| № | Муниципальное образование            | Административный центр | Количество населённых пунктов | Население (чел.) | Площадь (км²) |
| - | ------------------------------------ | ---------------------- | ----------------------------- | ---------------- | ------------- |
| 1 | Катав-Ивановское городское поселение | город Катав-Ивановск   | 3                             | ↘14 509          | 505,21        |
| 2 | Юрюзанское городское поселение       | город Юрюзань          | 2                             | ↘10 142          | 227,11        |
| 3 | Бедярышское сельское поселение       | село Бедярыш           | 2                             | ↗103             | 339,23        |
| 4 | Верх-Катавское сельское поселение    | село Верх-Катавка      | 1                             | ↘161             | 601,79        |
| 5 | Лесное сельское поселение            | посёлок Совхозный      | 1                             | ↗530             | 27,23         |
| 6 | Месединское сельское поселение       | село Меседа            | 2                             | ↘187             | 219,67        |
| 7 | Орловское сельское поселение         | село Орловка           | 1                             | ↘302             | 100,36        |
| 8 | Серпиевское сельское поселение       | село Серпиевка         | 4                             | ↘471             | 696,60        |
| 9 | Тюлюкское сельское поселение         | село Тюлюк             | 3                             | ↘256             | 560,80        |

### Населённые пункты
В Катав-Ивановском районе 19 населённых пунктов.
| №  | Населённый пункт | Тип     | Население | Муниципальное образование            |
| -- | ---------------- | ------- | --------- | ------------------------------------ |
| 1  | Александровка    | посёлок | ↗22       | Тюлюкское сельское поселение         |
| 2  | Аратское         | село    | ↘164      | Серпиевское сельское поселение       |
| 3  | Бедярыш          | село    | ↘39       | Бедярышское сельское поселение       |
| 4  | Верх-Катавка     | село    | ↘161      | Верх-Катавское сельское поселение    |
| 5  | Екатериновка     | село    | ↘0        | Месединское сельское поселение       |
| 6  | Карауловка       | село    | ↘52       | Серпиевское сельское поселение       |
| 7  | Катав-Ивановск   | город   | ↘14 454   | Катав-Ивановское городское поселение |
| 8  | Кордонный        | посёлок | ↘79       | Тюлюкское сельское поселение         |
| 9  | Лемеза           | посёлок | ↘80       | Бедярышское сельское поселение       |
| 10 | Меседа           | село    | ↘275      | Месединское сельское поселение       |
| 11 | Нильский         | посёлок | ↘0        | Катав-Ивановское городское поселение |
| 12 | Орловка          | село    | ↘302      | Орловское сельское поселение         |
| 13 | Первуха          | деревня | ↗14       | Юрюзанское городское поселение       |
| 14 | Половинка        | посёлок | ↘154      | Катав-Ивановское городское поселение |
| 15 | Серпиевка        | село    | ↘455      | Серпиевское сельское поселение       |
| 16 | Совхозный        | посёлок | ↗530      | Лесное сельское поселение            |
| 17 | Тюлюк            | село    | ↘224      | Тюлюкское сельское поселение         |
| 18 | Шарлаш           | посёлок | ↘88       | Серпиевское сельское поселение       |
| 19 | Юрюзань          | город   | ↘10 130   | Юрюзанское городское поселение       |

Исчезнувший населённый пункт
- Посёлок Тюльмень, находившийся в административном подчинении Катав-Ивановского городского совета народных депутатов, исключён из реестра населённых пунктов решением Челябинского областного совета народных депутатов от 21.04.1986 г.

## Экономика
В районе выращивают овёс, ячмень, пшеницу, развивается молочно-мясное скотоводство. Открыты месторождения мрамора, мергеля.
Катав-Ивановский цементный завод, входящий в холдинг «Евроцемент груп».
Катав-Ивановский приборостроительный завод.
Катав-Ивановский литейно-механический завод.
Катавский леспромхоз.

## Достопримечательности
В 8 км от села Серпиевка, вверх по реке Сим находится памятник природы Игнатьевская пещера, известная своими наскальными изображениями.
Водопад Атыш находится в правом притоке горной реки Лемезы (от башкирского слова «лем» — илистый) за хребтом Сухие горы. В весенний период на реке наблюдается большая вода, она очень норовиста и пригодна для сплавов сложной категории и сопряженных с большим риском. Именно весной водопад наиболее красив и могуч, так как подземные реки, питающие его, наполнены талой водой. Водопад образован подземными реками Атыш и Агуй, которые растворяя известняки, уходят под землю в местечке Атыш-Сумган (с башкирского «атыш» — ныряющий), и через 3-3,5 км выстреливают из скалы на высоте 4 м, пробив её насквозь. Внизу, у основания скалы, падающие струи воды выбили в грунте два больших водобойных котла диаметром 20 м, глубиной от 7 до 10 м, образуя озерцо с изумрудной водой. Затем, пробегая по извилистому руслу, Атыш вливается в Лемезу. Вода водопада очень холодная, круглый год имеет постоянную температуру +4 градуса. В озере, как утверждают бывалые рыбаки, весной нерестится таймень.